# Manchu
Pour les articles homonymes, voir Philippe Bouchet et Bouchet.
Manchu, nom de plume de Philippe Bouchet, né le 19 mars 1956 à Cholet, est un illustrateur français de science-fiction.

## Biographie
Âgé de 12 ans à la sortie du film de Stanley Kubrick, 2001, l'Odyssée de l'espace, et de 13 ans lors des premiers pas de Neil Armstrong sur la Lune, il souhaite tout d’abord devenir astronaute. Il choisit son pseudonyme d’après un film d’épouvante, Le Masque d'or, avec Boris Karloff dans le rôle du docteur Fu Manchu, personnage des romans de Sax Rohmer.
Côté dessin, Manchu noircit dès son plus jeune âge ses cahiers de dessin de cow-boys, d’indiens, de machines diverses et, déjà, de voitures américaines. L’activité de ses parents l’a certainement inspiré, comme le remarque l’auteur : « J’ai peut-être été orienté inconsciemment par mon père qui était tapissier-décorateur et qui dessinait, aux crayons de couleurs, fauteuils et canapés d’un trait assez enlevé ».
Revenu à des ambitions plus mesurées au cours des années suivantes, il se lance dans le dessin d’animation après un CAP en dessin publicitaire consécutif à sa formation pendant trois ans à l'École Brassart. Il participe à la réalisation des dessins animés Il était une fois... l'Espace et Ulysse 31.
Il vient à l’illustration de science-fiction en 1984, lors de sa rencontre avec Gérard Klein, qui lui propose d’illustrer les volumes de la collection La Grande Anthologie de la science-fiction pour Le Livre de poche, dont il fera la moitié des illustrations de couverture. Cette collaboration durera une quinzaine d’années, durant lesquelles il illustrera plus de deux cents ouvrages.
Il a travaillé pour de nombreux éditeurs : Le Livre de poche, Denoël (collection « Lunes d'encre », Delcourt, Gallimard (collection « Folio SF »), Mnemos, L'Atalante, Robert Laffont, Le Bélial, Bragelonne, ActuSF, Mango, Pocket (collection « Pocket SF », Fleuve noir, pour des magazines scientifiques : Ciel et Espace, Sciences et Avenir, Sciences et Vie Junior, pour des entreprises, comme le Centre national d'études spatiales (CNES), l'Agence spatiale européenne (ESA), Thomson ou pour des associations comme l'Association Planète Mars (APM).
Ses influences sont variées : Robert McCall, Chris Foss ou Chesley Bonestell.

## Publications
- Art of Manchu 1 - Science (fiction), Delcourt, 2002, 96 p. (art book bilingue français-anglais)
- Manchu Sketchbook (Comix Buro, 2008)
- Art of Manchu 2 - Starship(s), Delcourt, 2010, 96 p. (art book bilingue français-anglais)
- Introduction avec Thierry Cardinet à Eric Scala (sketchbook, Ad Astra, 2010)
- Space-O-Matic, Delcourt, 2017, 96 p. (art book bilingue français-anglais)
- Exoplanètes, Belin, 2018, 160 p. (illustration des textes de David Fossé)

## Récompenses
- Prix Bob-Morane 2001, catégorie Coup de cœur.
- Grand prix de l'Imaginaire 2001, catégorie Illustrateur.
- Prix Extraordinaire aux Utopiales 2015
- Prix du meilleur artiste européen 2015 (prix de l'European SF Society, décerné à l'EuroCon)